# Ithomeis mimica
Ithomeis mimica är en fjärilsart som beskrevs av Bates 1862. Ithomeis mimica ingår i släktet Ithomeis och familjen Riodinidae. Inga underarter finns listade i Catalogue of Life.